# 雁木圍
雁木圍（雁木囲い、がんぎがこい）是日本將棋的圍玉，簡稱雁木（がんぎ、Snowroof）。

## 概說
雁木一名源於圍玉的階梯狀結構，這個結構形似江戶時代碼頭的階梯構造雁木，而這個構造又得名於雁群飛行的造型。1940年代，溝呂木光治等棋士誤以為雁木的名稱來自新潟縣的避雪建築雁木造，以訛傳訛，就連英語稱呼也變成Snowroof。
「雁木戰法」以雁木圍圍基礎開發，這一名稱在不同時代指代的戰法其實有差別，臚列如下：
- 江戶時代初期至1930年代：對抗振飛車用的引角戰法。（本來雁木）
- 1940年代至2000年代：相居飛車用的二枚銀戰法。（舊型雁木）
- 2010年代至今：定義雁木圍為「將左銀置於6七的居飛車圍玉」，含有雁木圍的戰法即為雁木戰法。（新型雁木）

## 本來雁木
本來雁木問世於十七世紀，由江戶時代初期的高手檜垣是安開發，搭配引角戰術對抗振飛車。附圖先手即為本來雁木，後手則圍成美濃圍，不過，檜垣是安的時代其實還沒有美濃，美濃後來才定跡化。這個戰型的邏輯是：急戰中先組成舟圍，在左翼推進銀將，企圖組成矢倉，然後把角行引到7九，瞄準2筋飛車先的突破點。由於角道從7九通到3五、2四，宛如沿台階拾級而上，因此稱為雁木戰法。另外，雖然雁木與碼頭有關，但「舟圍」是1955年才出現的名稱，兩者之間的關聯純屬巧合。
由於矢倉側面較薄弱，對抗振飛車不利，因此逐漸退出對抗型舞台，本來雁木也因此消失，最後一次在職業賽中登場是1981年棋王賽米長邦雄與森安秀光的對局。不過，以引角突破對方左翼的想法流傳下來，演變為現行的飯島流引角戰法。
另外，檜垣是安也使用過兩枚銀將平行向前的「二枚銀」戰術，記錄在1652年他與三世名人伊藤宗看的相居飛車對局棋譜中，該局因為檜垣是安對弈後吐血而死而得名，稱為「是安吐血之局」，這種戰法似乎並非由他首創，而是更早就有。此後，昭和時代問世的舊型矢倉結合了階梯結構與二枚銀，形成新的戰法。

## 舊型雁木
1930年代，以木村義雄為中心的居飛車黨開始在相居飛車棋局中使用新戰型：將兩枚銀將調度到6七、5七（後手4三、5三），搭配序盤相懸，號稱「木村不敗之陣」。這種戰型逐漸定跡化，形成舊型雁木。舊型雁木的構造與本來雁木略有相像之處，因此名字被混在一起，此外，由於二枚銀排列在一起像是屋頂，因此又與雁木造扯上關係。
舊型雁木通常用於對抗矢倉，基本型為6七（4三）銀、5七（5三）銀、7八（3二）金、5八（5二）金，用上金銀四枚，玉將則通常位於6九（4一）。在相懸戰中，舊型雁木則用於「新舊對抗型」戰局，先手多走4六銀，後手則多推進5筋步兵，並把王將移到6二形成雁木右玉，以避開先手直接攻擊。由於雁木使用金銀四枚，通常被認為是偏防守向的戰法，但其結構不像矢倉有7七（3三）銀，保有居角（留在原位的角行）角道。在1990年代，業餘棋士利用這點，開發出居角雁木搭配右四間飛車的奇襲戰法，若對方的矢倉手順錯誤，就會被右四間飛車突破。此外，角行可以走▲7七角―▲5九角―▲2六角調度到右翼，是為「三手角雁木」，既可搭配右四間飛車，也能協同袖飛車與右銀攻擊敵陣。
與矢倉相較，舊型雁木的左翼8筋（2筋）只能靠金將防守，無法像矢倉利用7七（3三）銀嚇阻敵方交換飛車先，加上7六（3四）步只有一枚銀將保護，又有底線怕被打入飛車的缺點。因此，直到2000年代，雁木都被視為略遜矢倉一籌的次等戰法。若先手以雁木對後手矢倉，手數會略多於急戰矢倉，開啟角道後，6五步會被對方攻擊。不過，藤井猛也指出，雁木的優勢是二枚銀的厚度，如果雁木方善用角行，搭配右翼桂馬連動，或許能從對方左翼突破得勝。

## 新型雁木
2010年代後半，隨著電腦將棋興盛，桂馬愈來愈早起跳，使得矢倉流行急速退潮，職業棋士重新評價二枚銀雁木，摸索新的操作方法與變形。相雁木序盤戰在2017年以後快速增加，使雁木成為堪與矢倉、角交換、相懸、橫步取齊名的大戰法。這段時期產生的雁木戰法即為「新型雁木」。
- 增田康宏（日语：増田康宏）認為，矢倉的左銀會擋住左桂，妨礙桂馬應用，而雁木保留左桂前跳的餘地，中央戰局也比較平衡。
- 渡邊明（日语：渡辺明）撰文指出，對手右翼桂馬前跳攻擊矢倉時，矢倉的銀將位於桂道上，因此一定要移位趨避，但雁木就沒有這個問題了。

與相居飛車傳統四大戰型比較，雁木更難預測。從對弈雙方前兩手的表現（例如分別有沒有開啟角道），通常可以推測出接下來的戰型，但雁木沒辦法這樣推測。只要棋手在序盤中轉念，通常都能組出雁木，而且不需要雙方合意，可以單方面強行發展成雁木戰型。雁木也不再局限於對付矢倉或用於相懸，在角交換或橫步取戰型中，由於雁木關閉原始角道的特性，往往可以阻撓對手預期的攻勢。
在新型雁木多樣化的組法中，最具特色的戰法非牛角銀雁木（ツノ銀雁木）莫屬。牛角銀雁木將右銀置於4七（6三）而非5七（5三）。此種陣型源於1607年的左美濃棋譜，當時玉將並非圍成雁木。牛角銀雁木保留右玉的餘地，銀將都不在對方桂道上，改變右銀位置又能增加活用角行的空間。右銀此後有發展為棒銀、早繰銀、腰掛銀甚至銀矢倉的可能。
新型雁木的另一個特徵是7七（3三）角，用以防範飛車先。在舊型雁木對矢倉的場合，己方若下出7七（3三）角，往往會被對手引角，搭配飛車先狙擊8筋（2筋）。新型雁木則歡迎角交換，並利用金將防守左翼，藉此避免舊型雁木居角效率不彰的問題。關於雁木左翼較為脆弱的問題，則有7七（3三）金搭配6六（4四）角的相關研究。

## 腳註
1. ↑  Kawasaki, Tomohide. . Nekomado. 2013: 25. ISBN 9784905225089.
2. 1 2  東公平『近代将棋のあけぼの』1998年、河出書房新社。
3. 1 2 3  東公平「明治大正棋界散策」将棋マガジン1990年4月号。
4. 1 2  鈴木宏彦「雁木、その不思議な呼び名の由来」将棋世界2017年11月号。
5. ↑  高浜作蔵『三週間将棋独学指南』1898年。
6. ↑  東公平『近代将棋のあけぼの』（河出書房新社）P.58。
7. ↑  『将棋世界』2018年5月号・P.106 鈴木宏彦「雁木コラムの訂正」。
8. ↑  稲葉陽『新型雁木のすべて』2018年。
9. ↑  『将棋世界』1955年9月号。
10. ↑  週刊将棋編『名局紀行』（毎日コミュニケーションズ）P.95
11. ↑  小暮克洋『雁木でガンガン』1999年。
12. ↑  .   [2017-09-07]. （原始内容存档于2020-02-15）.
13. ↑  上野裕和『将棋・序盤完全ガイド 相居飛車編（増補改訂版）』2018年。
14. 1 2  稲葉陽『新型雁木のすべて』2018年。